# 周田镇 (会昌县)
周田镇，是中华人民共和国江西省赣州市会昌县下辖的一个乡镇级行政单位。

## 行政区划
周田镇下辖以下地区：
周田社区、周田村、梅子村、半岗村、上营村、寨下村、秧排村、下营村、小田村、司背村、河墩村、长田村、连丰村、桥塘村、中桂村、高桥村、上官村、长江村、上坝村、新圩村、大坑村、岗脑村、杨梅村和三坑村。